# Ann-Mari Forsberg
Ann-Mari Forsberg, född Lindbom 21 maj 1916 i Hedvig Eleonora församling, Stockholm, död 13 mars 1992, i Oscars församling, Stockholm, var en svensk textilkonstnär och lektor i vävning och fackteckning vid Konstfackskolan åren 1953–1981.

## Biografi
Forsberg var dotter till apotekaren Hugo Lindbom och Majken Silvén samt från 1949 gift med Lennart Forsberg. Hon växte upp i Vetlanda, men återkom vid 16 års ålder till Stockholm och studerade vid Tekniska skolan 1937–1939  och vid den högre konstindustriella skolan där 1939–1941. Efter avslutade studier var hon anställd hos Handarbetets vänner under två år och började 1943 ett samarbete med AB Märta Måås-Fjetterström som konstnärlig ledare. Hon medverkade i utställningar på Svensk-franska konstgalleriet, Malmö museum, Konstakademien och på Röhsska museet.
Forsbergs stil i mattor och draperier utmärktes av rytmiskt kontrasterande former och diagonala linjer. I sina broderier använde hon ofta geometriska motiv och behärskade såväl abstrakta mönster som detaljrika vävnader. Hennes berättande och humoristiska verk är bland de främsta inom svenskt bildväveri.
Bland hennes offentliga arbeten kan nämnas en vävnad för Socialstyrelsen. Till hennes mest kända bildvävar kan också räknas Valdermarsskatten 1955, Bikupan, vävd första gången 1959, Apoteket Rosendoften 1964 och Medicinalrådet från 1971.
I Minneskoret i Uppsala domkyrka finns en stor vävnad med 14 motiv som skildrar några av de viktigaste händelserna i domkyrkans drygt sjuhundraåriga historia.
Forsberg är representerad med basselissevävnaden Röd crocus vid Nationalmuseum och vid Nordenfjeldske Kunstindustrimuseum i Trondheim samt vid Kunstindustrimuseet i Oslo.